# 1889 no futebol
Lista com os campeões de futebol dos principais campeonatos do mundo em 1889:

## Europa

### Nacionais
| País       | Campeão           |
| ---------- | ----------------- |
| Inglaterra | Preston North End |